# زاهد حامد
زاهد حامد (بالإنجليزية: Zahid Hamid)‏ (24 أكتوبر 1947 في لاهور - ) فيلسوف، وسياسي، ومحامي من باكستان. ينتمي إلى الرابطة الإسلامية الباكستانية (ن). تولى منصب عضو الدورة الرابعة عشر في الجمعية الوطنية في باكستان منذ 1 يونيو 2013 ووزير العدل والقانون (4 أغسطس 2017 – 26 نوفمبر 2017)، ووزير الدولة لتغير المناخ (17 نوفمبر 2015 – 28 يوليو 2017)، ووزير العلوم والتكنولوجيا (23 يونيو 2013 – 21 نوفمبر 2014).